# Pleisterspaan

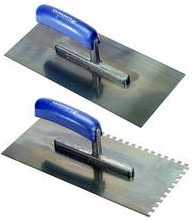

Een pleisterspaan (ook: plakspaan) is een stuk gereedschap dat vooral wordt gebruikt door metselaars, stukadoors en tegelzetters.
De pleisterspaan wordt gebruikt om cement, pleister, kalk of gips glad te trekken. Ook het egaliseren van een vloer wordt vaak gedaan met een pleisterspaan.
Oorspronkelijk was de pleisterspaan van hout. Tegenwoordig bestaat hij gewoonlijk uit een roestvrijstalen blad met een dikte van 1 mm. De breedte van het blad bedraagt rond de 12,5 cm, de lengte tussen 28 en 60 cm. Daaraan gelast is een handvat, dat vaak een houten greep heeft.